# Pissonotus brazilensis
Pissonotus brazilensis är en insektsart som beskrevs av Frederick Arthur Godfrey Muir 1926. Pissonotus brazilensis ingår i släktet Pissonotus och familjen sporrstritar. Inga underarter finns listade i Catalogue of Life.